# Rosario Lacy
Rosario Lacy Palacio (Madrid, 1891- Madrid, 1954) fue la primera mujer ginecóloga y cirujana española.

## Trayectoria
Estudió en el Instituto Cardenal Cisneros de Madrid entre los años 1904 y 1907. En su examen de Grado obtuvo la calificación de sobresaliente. En 1913, consiguió el título de licenciada, convirtiéndose en la primera mujer médico-ginecóloga y cirujana española, y fue nombrada encargada de las enfermeras del servicio de Ginecología y Obstetricia de la Casa de maternidad en Madrid. En 1914, pasó a formar parte de la Junta directiva de la Sociedad Ginecológica Española con el cargo de Bibliotecaria. Ese mismo año se convirtió en profesora de Fisiología e Higiene de la Escuela Normal de Maestras de Madrid, cargo que ocupó hasta 1954. Como divulgadora, en abril de 1915 Lacy dio una conferencia acerca del "Tratamiento de la fiebre puerperal" durante la sesión científica y pública celebrada en el Colegio de Médicos.
Siendo también profesora de la Escuela del Hogar y Profesional de la Mujer, se casó en 1917 con Tomás Elorrieta y Artaza, senador y catedrático de Derecho político. El matrimonio tuvo siete hijos, entre ellos José María Elorrieta, director de cine.
Fue socia de Juventud Universitaria Femenina (JUF), una organización que agrupaba a estudiantes universitarias de las facultades de Derecho, Filosofía y Letras, Ciencias, Medicina y Farmacia, así como a licenciadas y doctoras. Fue creada por la doctora Elisa Soriano Fischer y era filial de la Asociación Nacional de Mujeres Españolas (ANME), fundada en 1918 y presidida por María Espinosa de los Monteros e Isabel Oyarzábal entre otras. Algunas socias destacadas de la JUF fueron Clara Campoamor (que fue secretaria y, más tarde, presidenta), María de Maeztu, Matilde Huici y Victoria Kent.
Formó parte también de la Unión Intelectual Española. Además, fue socia fundadora de la Liga Femenina Española por la Paz en 1929 junto a, entre otras, Isabel Oyarzabal, Carmen Baroja, Carmen Gallardo de Mesa, María Martos, Clara Campoamor, Matilde Huici, Benita Asas y Elena Fortún.
Socia fundadora del Lyceum Club Femenino, estuvo involucrada en La Casa del Niño, una guardería e institución educativa y gratuita para hijos de mujeres obreras, situada en la calle de Bravo Murillo. Fue su directora desde su fundación en 1929 hasta su desaparición en 1931. En un reportaje publicado en la revista Estampa en junio de 1928, se recreó una visita al Lyceum Club en la que Lacy actuaba como anfitriona junto a la activista María Martos.
Durante la guerra civil española siguió impartiendo clases en la Escuela Normal. Murió en 1954.